# Ахмадсарґураб (бахш)
Ахмадсарґураб (перс. احمدسرگوراب) — бахш в Ірані, в шагрестані Шафт остану Ґілян. За даними перепису 2006 року, його населення становило 28056 осіб, які проживали у складі 7273 сімей.

## Дегестани
До складу бахша входять такі дегестани:
- Ахмадсарґураб
- Чубар